# Christopher Wahlberg
Christopher Wahlberg, folkbokförd som Christopher Hans Sebastian Vahlberg, även känd under artistnamnet WAHL, född 10 december 1985 i Stockholm, är en svensk artist och låtskrivare som är mest känd som medlem i hiphopduon Södrasidan. Han är uppvuxen i Dalen i Söderort i Stockholm.
WAHL deltog tillsammans med SAMI i Melodifestivalen 2021 med låten "90-talet" som är skriven av de själva tillsammans med Josefin Glenmark, Jesper Welander och Andreas Larsson. Bidraget slutade på sjätte plats och gick därmed inte vidare.